# Nostalgicum
Nostalgicum är ett 1950- och 1960-talsmuseum på Byfogdegatan 3 i Gamlestaden, Göteborg som invigdes den 20 maj 2009. 
Den permanenta utställningen skildrar vardag såväl som nationella händelser i Sverige under 1950- och 1960-talen, med inslag från resten av världen, till exempel att moderna bostäder byggdes och att industrin gick på högvarv och behövde arbetskraftsinvandring. I USA växte medborgarrättsrörelsen fram, Berlinmuren byggdes och i Ungern revolterade man.